# 目黒区立第七中学校
目黒区立第七中学校（めぐろくりつ だいななちゅうがっこう）は東京都目黒区碑文谷にある公立中学校。

## 概要
目黒区立第七中学校は目黒区に９校ある公立中学校のうちの一校で、1947年(昭和22年)5月に開校した。
目黒区のほぼ中央部、閑静な住宅街に本校は位置する。正門斜向かいに清水池公園、北側は碑さくら通りに面する。
近年は全校で6-7学級（特別支援学級を含む）。
区立中学校統合方針に基づき、2025年4月を目標に「第七中学校」と「第九中学校」の統合による新設中学校の開校、2027年度中の新校舎移転が予定されている。

## 沿革
- 1947年5月5日 目黒区立第七中学校が、目黒区立碑小学校にて開校式挙行
- 1951年 現在地に校舎移転
- 1952年 校歌（土岐善麿作詞、東邦音楽短期大学作曲）・校旗制定
- 1963年 体育館完成
- 1964年 プール工事完成
- 1984年 合唱コンクール開始
- 1991年 コンピュータ室完成
- 2012年 特別支援学級を設置

## 部活動

### 運動部
- バスケットボール部
- バレーボール部
- 卓球部
- バドミントン部
- 陸上部
- サッカー部

### 文化部
- 吹奏楽部
- 美術部
- ハンドメイド部
- 文芸部

## 校区
- 目黒区立碑小学校
- 目黒区立月光原小学校

## 交通アクセス
- 東急東横線学芸大学駅より徒歩15分。
- 東急バス「区立七中前」下車。

## 学校行事
- 例年5月ごろに行われる運動会
- 合唱コンクール
- 奈良、京都への修学旅行
- 夏の「打ち水作戦」
- 秋の「落ち葉掃き」

## 著名な出身者
- 三田村宗明（卓球選手） - 世界卓球選手権 元日本代表
- 大前祐介（陸上選手） - 200mのジュニアアジア記録保持者